# José Gaspar de Gavancho
José Gaspar de Gavancho fue un abogado y político peruano.
Ejerció el cargo de notario mayor de la ciudad del Cusco en los años 1825 y 1826 y, posteriormente, fue juez del Cusco. Fue elegido por la provincia de Cusco como miembro de la Convención Nacional de 1833 que expidió la Constitución Política de la República Peruana de 1834, la cuarta de la historia del país. Entre 1843 y 1844, fue juez presidente de la corte superior del Cusco.